# Lívia Gyarmathy
Lívia Gyarmathy (anhörenⓘ; * 8. Januar 1932 in Budapest, Ungarn; † 25. Mai 2022) war eine ungarische Filmregisseurin und Drehbuchautorin.

## Leben und Werk
Lívia Gyarmathy wurde 1932 in Budapest geboren, studierte zunächst Literatur und später Maschinenbau, brach jedoch beide Studien zugunsten einer Anstellung als Chemikerin ab, bevor sie sich 1961 erneut für ein Studium an der Hochschule für Theater und Filmkunst in Budapest, Fachrichtung Regie, einschrieb. Gemeinsam mit ihren Kommilitonen Pál Sándor und Sándor Simó erlangte sie 1964 ein Diplom.
Gyarmathy realisierte zunächst Dokumentarfilme, wie 1967 den preisgekrönten Streifen Botschaft an das Gewissen, später aber auch abendfüllende Spielfilme, von denen einige auch ausgezeichnet wurden. Für ihr Spielfilmdebüt, Kennen sie Sunday-Monday? (1968), schrieb sie gemeinsam mit ihrem Ehemann Géza Böszörményi das Drehbuch. Einige ihrer Werke wurden auch in Deutschland gezeigt, wie beispielsweise Moment mal! (1973) und Ein schäbiges Begräbnis (1979).

## Filmografie (Auswahl)
- 1964: 58 Sekunden (58 másodperc)  (Dokumentarfilm)
- 1967: Botschaft an das Gewissen  (Dokumentarfilm)
- 1968: Kennen sie Sunday-Monday? (Ismeri a szandi mandit?)
- 1973: Moment mal! (Álljon meg a menet!)
- 1978: Vorbestraft  //  Jeden Mittwoch (Minden szerdán)
- 1978: Im 9. Stock (Kilencedik emelet)
- 1979: Ein schäbiges Begräbnis (Koportos)
- 2003: Tanzsaal (Táncrend)